# Just a Kiss (Mishon)
Just a Kiss è una canzone del cantante statunitense R&B Mishon, pubblicata come secondo singolo estratto dall'album The Yearbook, in uscita nel 2010. Il brano, scritto e prodotto da Bruno Mars, Philip Lawrence, Ari Levine e Da Internz, ha raggiunto la 36ª posizione delle classifiche R&B/Hip-Hop.
in diverse parti del brano il cantante fa uso dell'Auto-Tune.

## Il video
Il videoclip è stato diretto da Chris LeDoux e Jeremy Alter e prodotto dallo stesso Alter e Nicole Ehrlich. Mishon esegue il brano mentre balla continuamente, da solo o a fianco di diverse ragazze.